# Улица Добролюбова (Новосибирск)
Улица Добролюбова (до 1936 — Гавриловская) — улица в Октябрьском районе Новосибирска. Начинается от Т-образного перекрёстка с Большевистской улицей, пересекает многочисленные улицы района (Зыряновскую, Кирова, Ленинградскую, Тургенева, Карла Либкнехта и т. д.), заканчивается на Т-образном перекрёстке с улицей Кошурникова напротив Сада Мичуринцев.

## Название
В период Российской империи Гавриловская была в числе улиц Закаменского района, названных в честь заводских поселков и рудников Алтайского горного округа. В 1936 году она была переименована в улицу Добролюбова.

## История

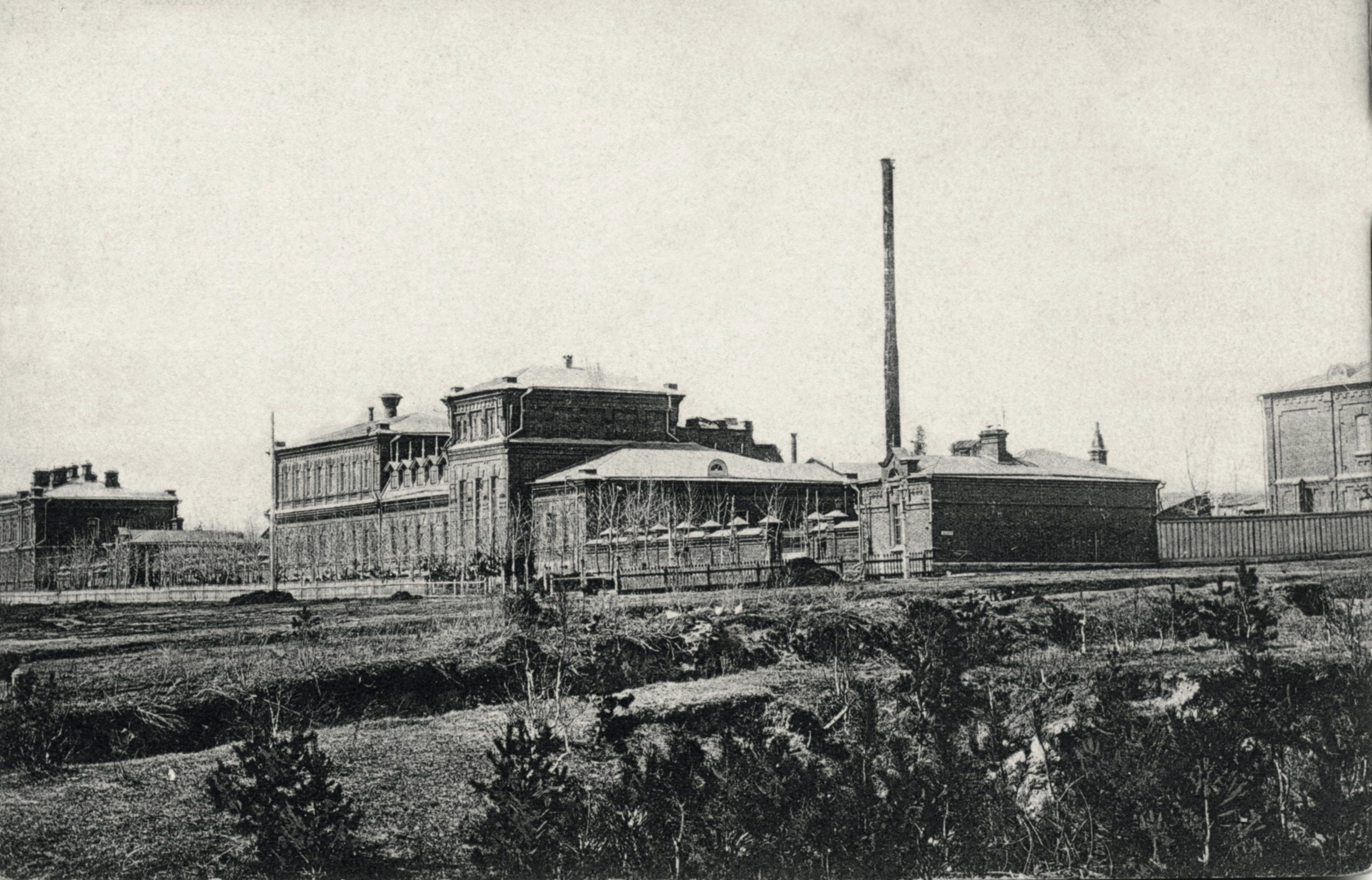
Казённый винно-спиртовой склад в 1909 году.

В 1905—1906 годах в начале улицы был построен комплекс зданий казённого винно-спиртового склада. В 1908 году здесь работали 82 постоянных сотрудника. Строения бывшего предприятия расположены за современным зданием бизнес-центра «Якутия».
В 1921 году в городе началось возведение приёмо-передающей радиостанции. Уполномоченным по её строительству был Андрей Михайлович Зоткевич, радист крейсера «Аврора», который затем стал заведующим этого предприятия. Объект занимал несколько кварталов и частично располагался на улице Добролюбова.
В июле 1927 на углу современных улиц Добролюбова и Карла Либкнехта началось возведение водонапорной башни.
В конце 1920-х годов часть улицы становится местом сосредоточения кинопроизводства. В 1928 году из небольшой лаборатории в подвале кинотеатра «Пролеткино» сюда переехала компания «Киносибирь», разместившаяся в реконструированном клубном здании завода «Металлист». На новом месте были организованы цех обработки плёнки и монтажные комнаты, также завершалась постройка съёмочного павильона. Позднее на базе ликвидированной в 1929 году «Киносибири» появились киностудии «Сибтехфильм» и «Новосибирская кинохроника» (будущая Западно-Сибирская киностудия). В период Великой Отечественной войны здесь была создана Новосибирская кинокопировальная фабрика, крупное предприятие, занимавшееся в военное время тиражированием чёрно-белых кинолент. Тираж документального фильма «Разгром немецких войск под Москвой» стал первой продукцией организации. На улице стоит построенный в 1930-х годах двухэтажный жилой дом для кинематографистов. По данным на 2019 год в нём живёт документалист Анатолий Антонов, последний из жильцов этого дома, которые были связаны с кинопроизводством, он занимается восстановлением видеокамер и фотоаппаратов, а также хранит плёнки и документы бывшей Западно-Сибирской киностудии, на которой работал в прошлом.

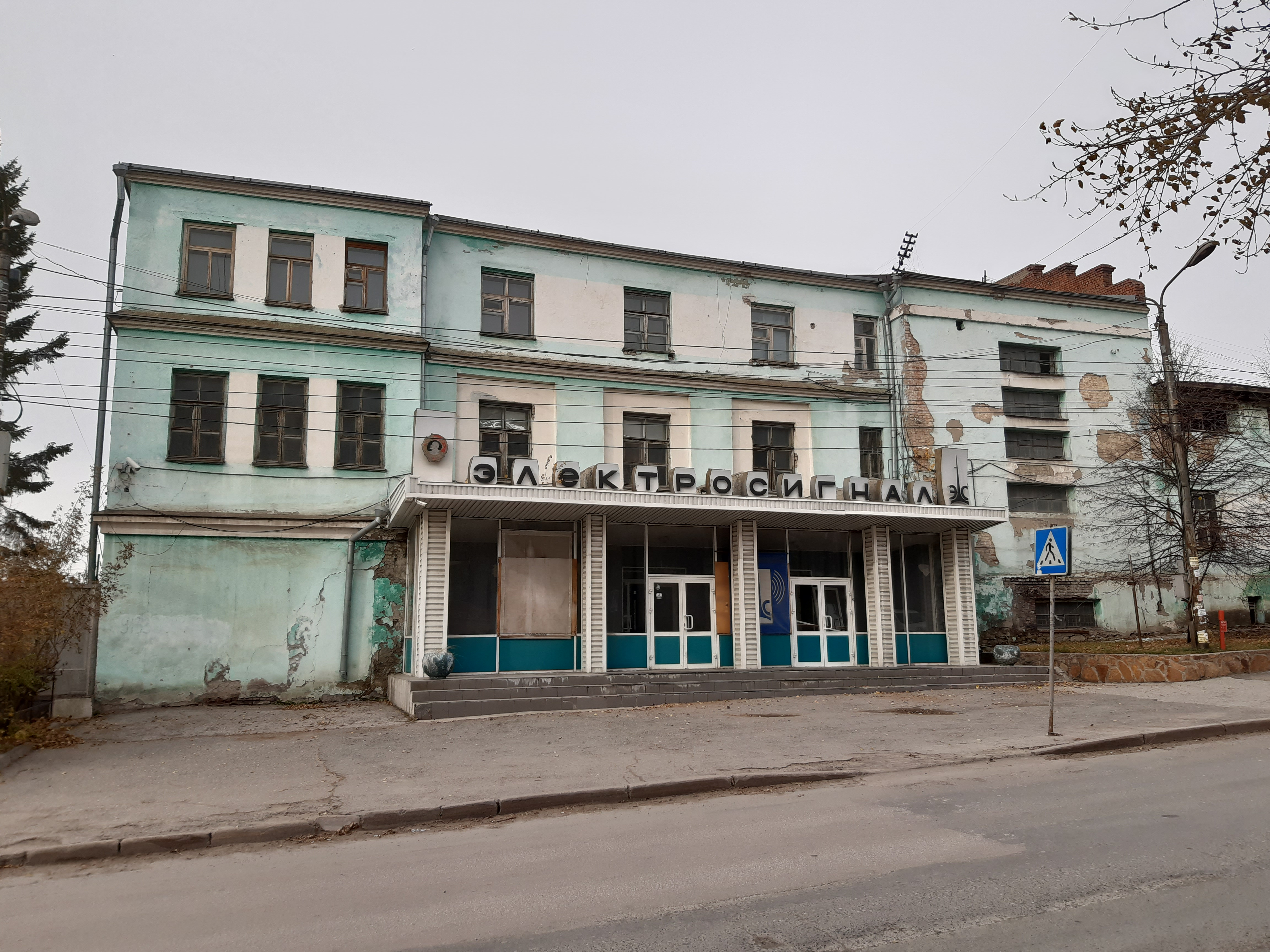
Завод «Электросигнал». Вид с улицы Добролюбова.

В 1930-х годах на улице появились здания Сибирского строительного и сельскохозяйственного институтов. Фасады главных корпусов этих учреждений обращены к улице Добролюбова.
В сентябре 1941 года из Воронежа в Новосибирск был эвакуирован завод «Электросигнал», который разместился на улице Добролюбова. В тот период предприятие производило технику радиосвязи для нужд Красной Армии.

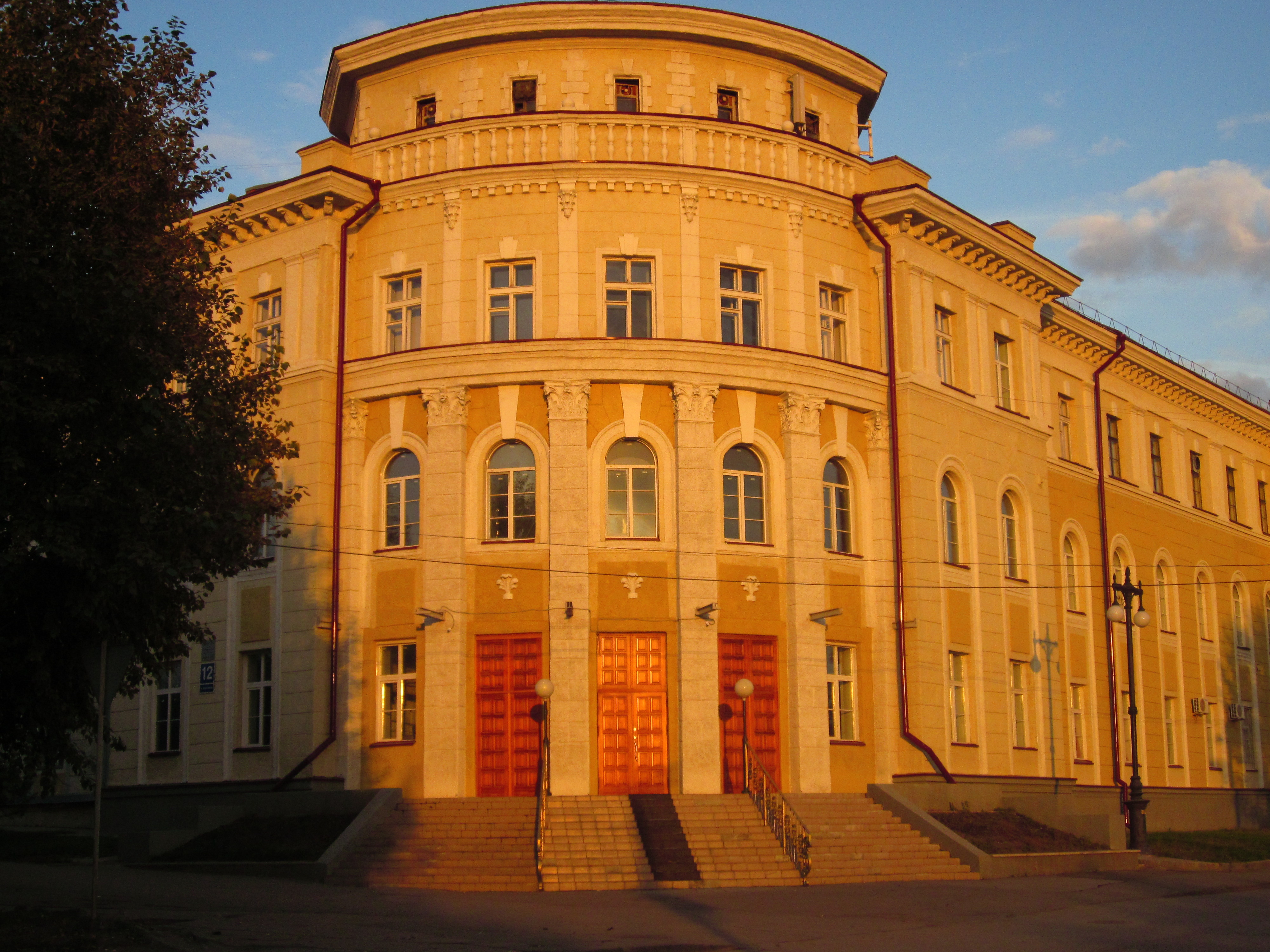
Дом культуры имени А. С. Попова. Угол улиц Добролюбова и Зыряновской.

В 1957 году на углу Добролюбова и Зыряновской был построен дом культуры имени Попова. Архитектор — К. К. Леонов. В разное время в здании располагались питейные и развлекательные учреждения. В 1990-х в здании находился крупный ночной клуб «Юла». В интерьерах дома культуры были использованы такие материалы как розовый армянский туф-ракушеник и полированный мрамор.

## Памятники
- Бюст Пушкина — скульптура знаменитого поэта, с 2007 года находится во дворе педагогического лицея, носящего его имя (ул. Добролюбова, 100). Памятник привезён в Новосибирск в годы Великой Отечественной войны и первоначально был установлен в Заельцовском парке рядом с библиотекой. Возможные авторы — Матвей Манизер, Иосиф Лангбард. Реставрационные работы — Борис Горст[10].

## Транспорт
Виды общественного транспорта: автобус и маршрутное такси.

## Известные жители
- Андрей Дмитриевич Крячков (1876—1950) — русский и советский архитектор, автор проектов в ряде городов Российской империи/Советского Союза, самый известный архитектор Новосибирска[12][13]. С 1933 по 1950 год жил в доме по Ленинградской улице, 111 (торцевой частью выходит на улицу Добролюбова). В 2020 году в память об Андрее Крячкове на здании была установлена мемориальная доска[14].